# Миклашевский, Александр Михайлович (1796)
Алекса́ндр Миха́йлович Миклаше́вский (1796; Понуровка, Стародубский уезд, Малороссийская губерния, Российская империя — 1 [13] декабря 1831; Агачкала, Дагестан) — полковник русской армии, декабрист. Командир 42-го егерского полка (1829). Участник Русско-персидской (1826—1828), Русско-турецкой (1828—1829) и Кавказской войн.

## Биография
А. М. Миклашевский родился в 1796 году в селе Понуровка Стародубского уезда Малороссийской губернии. Из дворян. Отец — сенатор Михаил Павлович (1756—1847), мать — Анастасия Яковлевна (в девич. Бакуринская).
25 декабря 1810 года А. М. Миклашевский был зачислен пажом в Пажеский корпус. С 28 апреля 1813 года — камер-паж. 26 марта 1816 года выпущен в чине прапорщика в лейб-гвардии Измайловский полк. С 4 июня 1817 года — подпоручик, с 27 февраля 1819 — поручик. 12 октября 1821 года был назначен адъютантом к генерал-майору М. Н. Гартингу. 26 января 1822 года получил чин штабс-капитана, а 13 марта 1823 — капитана. 22 октября 1824 года был переведён в 22-й егерский полк.
С февраля по апрель 1821 года А. М. Миклашевский являлся членом тайного общества офицеров Измайловского полка, и с того же года, предположительно, — Северного общества. После подавление 3 января 1826 года восстания Черниговского полка в тот же день вышел приказ об аресте А. М. Миклашевского. Он был арестован 10 января в имении своего отца — деревне Березовка Стародубского уезда, после чего доставлен в Чернигов, а оттуда 17 января в Санкт-Петербург на главную гауптвахту. 18 января его перевели в Петропавловскую крепость с предписанием «посадить по усмотрению, содержа хорошо» в № 21 бастиона Трубецкого.
15 июня 1826 года было Высочайше повелено, продержав А. М. Миклашевского ещё месяц в Петропавловской крепости, отправить по-прежнему на службу в Отдельный Кавказский корпус и «ежемесячно доносить о поведении». 7 июля вышел приказ об его переводе в 42-й егерский полк. В составе этого полка А. М. Миклашевский участвовал в Русско-персидской (1826—1828) и Русско-турецкой (1828—1829) войнах. Во время последней за отличие 23 июня 1828 года при штурме Карса 16 октября того же года был произведён в полковники. 17 марта 1829 года он вступил в должность командира 42-го егерского полка.
1 декабря 1831 года А. М. Миклашевский погиб при штурме укрепления Агачкала (Чум-Кескен) в Дагестане во время Кавказской войны. Генерал-адъютант Н. Н. Панкратьев в рапорте от 4 января 1831 года командующему Отдельным Кавказским корпусом барону Г. В. Розену об А. М. Миклашевском писал:

«Храбрейший штаб-офицер сей, стремясь верхом к месту битвы, был ранен пулею в руку, и потом, сойдя с лошади, бросился к укреплению, в голове храбрых егерей, но роковая пуля поразила его на повал».